# 狂飆
《狂飆》是由徐紀周執導，張譯、張頌文、李一桐、張志堅、吳剛領銜主演，以及倪大紅、李建義、韓童生、石兆琪特邀主演的刑偵掃黑犯罪劇。该剧由中央政法委宣传教育局、中央政法委政法综治信息中心指导，于2021年10月开机，2022年1月杀青，2022年9月发布先导预告片。2023年1月14日在央视八套開播，爱奇艺同步网播。

## 剧情简介
2021年，临江省京海市开展扫黑除恶常态化的斗争击破大量黑社会案件，“倒查20年”去挖出当地一系列的陈年旧案，由此逐步揭开刑警安欣与当地黑势力高启强及强盛集团在2000年和2006年的往事。

## 播出时间
| 频道       | 所在地   | 播出日期       | 播出时间 | 备注                                        |
| ---------- | -------- | -------------- | -------- | ------------------------------------------- |
| 央视八套   | 中国大陆 | 2023年1月14日  | 19:30    | 每天2集，黄金档                             |
| 爱奇艺     | 中国大陆 | 2023年1月14日  | 19:30    | 每天2集，仅限会员 首日5集，1月20、21日更1集 |
| 北京卫视   | 中国大陆 | 2023年1月23日  | 19:30    | 品质剧场（黄金档）                          |
| 东方卫视   | 中国大陆 | 2023年2月16日  | 19:30    | 东方剧场（黄金档）                          |
| 广东卫视   | 中国大陆 | 2023年3月11日  | 19:30    |                                             |
| 广东珠江   | 中国大陆 | 2023年5月12日  | 22:25    | 王牌剧场，大陸粤语版                        |
| 广东民生   | 中国大陆 | 2023年8月18日  | 21:45    | 民生休闲剧场，不设粤语配音                  |
| 港台電視31 | 香港     | 2023年10月25日 | 21:30    | 國劇夜場，香港粤语配音版本                  |
| 華語劇台   | 香港     | 2024年6月7日   | 08:00    | 不设粤语配音                                |

## 演员列表

### 主要人物
| 演員   | 角色   | 简介（2000年→2006年→2021年） | 粵語配音（RTHK） |
| 張譯   | 安欣   | 双桥派出所警员（00年）→ 京海市公安局刑侦支队警员（00年）→ 刑侦支队一队队长（06年）→ 交警（06年）→京海市公安局档案科（08年） →京海市公安局宣传科科长（21年）→ “强盛集团涉黑案”专案组副组长（21年） 安长林养子。00年与高启强结识，在侦破“徐江案”中发挥关键作用而受到市级表彰，但自己右臂也在逮捕疯驴子时被钢筋扎成贯通伤。06年在李响死后认清了整个京海市的黑暗势力，在被边缘化的情况下隐蔽十余年，不愿成家也一直未能得到晋升，低调追查京海黑暗势力。21年省指导组进驻后，在其养父安长林的建议下被提拔为专案组副组长，协助省纪委开展京海市扫黑除恶专项工作。 | 李家傑           |
| 張頌文 | 高啓強 | 鱼档档主（00年）→ 强盛小灵通店合伙人（00年）→ 京海建工集团总经理（04年）→ 建工集团董事会主席（06年）→ 强盛集团董事会主席、京海市政协委员（21年） 00年时经营旧厂街菜市场鱼档，不堪以唐氏兄弟为首之地痞欺压而还手，在被拘留时结识了警员安欣。同年和弟弟合伙开设强盛小灵通店。因唐氏兄弟找其帮忙向徐江之子徐雷讨债时目睹徐雷在鱼塘里触电身亡后逐渐陷入涉黑困境，以徐雷之死、黄翠翠录音笔要挟徐江，最终指使刚刑满释放的老默杀害徐江。“徐江案”结束后，拜泰叔为干爹，加入京海建工集团成为项目经理。04年升为集团总经理，06年在建工集团内部斗争中扫清障碍，因高启盛事发转而投靠赵立冬，自此官商勾结，黑白两道通吃。在一系列事件中，逐步成为当地黑恶势力集团头目，并将“建工集团”的名称改为“强盛集团”。14年因蒋天的到来并指使杀手杀害其妻陈书婷后与蒋天结下梁子。21年被逮捕并被判处死刑。 | 劉文光           |
| 李一桐 | 孟鈺   | 研究生（00年）→ 記者（06年）→ 京海市供电局副局长夫人（14年~21年），电视台主持人（21年） 孟德海女儿。在北京研究生毕业后成为记者。與安欣青梅竹馬，彼此暗恋，06年与杨健结识，孟鈺原本打算和安欣結婚，安欣為了保護她，狠心回絕，孤身對抗黑暗勢力；21年为电视台主管，和杨健育有一女，在电视台有属于自己的一档栏目。 | 王綺婷           |
| 張志堅 | 孟德海 | 京海市副市长兼公安局局长（00年）→ 京海市委常委青华区委书记（00年，06年）→ 京海市人大常委会主任（21年）→京海市一级主任科员（21年） 孟钰父亲，黄老外甥，早年与安欣生父和安长林为战友。00年因“徐江案”升任青华区委书记，06年时因莽村问题和赵立冬对立。21年主動舉報其女婿楊健官商勾结的事跡，被处以留党察看一年、政务撤职并降为一级主任科员，勒令退休的处分。 | 黃志明           |
| 吳剛   | 徐忠   | 临江省扫黑督导专员兼省教育整顿驻点指导组组长（21年） 临江省纪委监察部门工作人员，曾多次参加扫黑除恶专项行动并打掉多个涉黑组织及其保护伞，获得组织嘉奖。2021年奉命前往京海市开展扫黑除恶专项行动，结识了以安长林、孟德海、安欣为主的京海市公务人员，通过安欣的叙述了解了京海市强盛集团的涉黑背景以及安欣与高启强长达21年的交往，协助安欣将坏人与保护伞绳之以法。 | 何偉誠           |

### 特邀主演
| 演員   | 角色          | 简介（2000年→2006年→2021年） | 粵語配音（RTHK） |
| 倪大紅 | 陈泰 （泰叔） | 京海建工集团董事长，暗中为京海各黑势力的调和者，陈书婷的干爹。00年徐江死后，高启强认其作干爹。06年高启强转投赵立冬后失势。 | 黃志明           |
| 李建義 | 紀澤          | 临江省纪委监委二级巡视员，省教育整顿驻点指导组副组长 | 黃志明           |
| 韓童生 | 李有田        | 莽村党支部书记、村委会主任 因卖地纠纷，裹挟村民与京海建工集团对抗。失去儿子后让出村主任，想去自首以拉高启强下马。不料车被老默改装，刹车失灵坠崖身亡。                                                                                     |                  |
| 石兆琪 | 安長林        | 京海市公安局常务副局长（00年）→ 勃北市公安局局长（00年，06年）→ 中共京海市委常委，政法委书记（21年） 安欣养父，00年“徐江案”后升职为勃北市公安局局长。2021年以政法委书记名义向省纪委指导组写信，引荐安欣加入组织协助徐忠参与扫黑除恶工作。 | 譚漢華           |

### 高启强周边人物
| 演員                             | 角色            | 简介（2000年→2006年→2021年） | 粵語配音（RTHK） |
| 苏小玎                           | 高启盛          | 高启强弟弟，毕业于省理工大。00年和高启强合伙开办强盛小灵通店。06年小灵通生意不顺转而贩毒，后东窗事发成为通缉犯，因私怨将李宏伟打成重伤，最终借高启强手机报警并劫持高启强为人质，抱着前来处警的李响跳楼同归于尽，以死给高启强投靠赵立冬交上投名状。                                                                            |                  |
| 高葉                             | 陈书婷          | 白江波妻子（00年）→ 白江波遗孀（00年）→ 高启强妻子（06年~14年） 儿子晓晨在其06年嫁給高啟強後改随高姓。14年時因蒋天指使过山峰制造的車禍去世。 | 姜嘉蕾           |
| 程隆妮                           | 高启兰          | 高启强妹妹，00年时为大学生，毕业后成为医生，是安欣的主治医师。暗戀安欣長達20年，後參加非洲醫療隊。 | 姜嘉蕾           |
| 林家川                           | 唐小龍 （刀哥） | 唐小虎哥哥。最初为旧厂街欺软怕硬的地痞，00年“徐江案”中因企图刺杀陈书婷入狱，06年经多次违规减刑提前释放，出狱后成为高启强马仔。后成长为黑恶集团令人闻风丧胆的打手，绰号“刀哥”，从事高利贷行业。21年再次被逮捕入獄，被判处死刑。                                                                                                | 葉偉麟           |
| 孙岩                             | 唐小虎          | 唐小龙弟弟，兄弟二人最初同为地痞，后成为高启强马仔，“徐江案”中被徐江绑架后释放，21年时已成为强盛集团二把手。後因保護高啟蘭和高曉晨而被蔣天派來的过山峰殺害。 |                  |
| 冯兵                             | 陈金默 （老默） | 囚犯（00年）→ 鱼档档主（00年） 黄翠翠旧日情人，两人有一女黄瑶。曾因抢劫被判入狱，00年出狱后本已改邪归正，却受尽歧视，无法找到工作谋生。于高启强帮助下接手其鱼档，在高启强激将下枪杀徐江、曹闯，从此成为高启强杀手，手上有多条人命。06年高启强以其女为人质，逼其去医院补枪李宏伟，事件败露死于医院，临死前交代了自己所杀之人。 | 何偉誠           |
| 吳羽卿 00年：淘寶 06年：許家樂   | 高晓晨/ 白晓晨  | 白晓晨 （00年） → 高晓晨（06年） 陈书婷与白江波之子，高启强继子。14年二·二八枪案主要嫌疑人。最後入獄服刑五年。 |                  |
| 程金銘 00年：褚靈豔 06年：單欣童 | 黄瑶            | 陈金默的女兒，随母姓。06年老默死后被高启强收养成为其养女。21年時在強盛集團的各个部门實習，于会计部门实习时取得高啟強的犯罪證據，最後主動向安欣舉報。 |                  |
|                                  | 小范            | 強盛集團的秘書。 | 王綺婷           |

### 市公安局
| 演員   | 角色   | 简介（2000年→2006年→2021年） | 粵語配音（RTHK） |
| 李健   | 李响   | 双桥派出所警员（00年）→ 京海市公安局刑侦支队警员（00年）→ 刑侦支队支队长（06年） 莽村出身，李青的童年玩伴。00年时为安欣搭档，赶到“徐江案”枪战现场得知曹闯遗言，选择隐瞒真相，一直隐忍调查京海幕后势力。06年甚至不惜假装投靠赵立冬，最终被高启盛拉下楼同归于尽，临死前将自己的调查材料交予安欣。                                                  |                  |
| 王驍   | 楊健   | 交警（00年）→ 京海市公安局禁毒支队支队长（06年）→ 京海市供电局副局长（14年~21年） 孟钰丈夫。2000年安欣送孟钰去机场时处理安欣违章停车的交警。2006年任职禁毒支队支队长期间协助安欣侦破了莽村青年的贩毒案件，在此期间与孟钰结识。2014年在高启强支持下当上供电局副局长，和高启强相互勾结，一道控制该市供电系统。21年被逮归案并被判处十五年有期徒刑。 | 何偉誠           |
| 郝平   | 曹闯   | 京海市公安局刑侦支队支队长（00年） 安欣、李响和张彪的师父，被赵立冬以副局长职位诱惑而成为黑警。00年在枪战中被老默杀死，临死前良心发现，告知李响真相。 | 黃志成           |
| 赵梓冲 | 张彪   | 京海市公安局刑侦支队二队队长（06年）→ 支队长（06年，21年） 06年在李响死后接任刑侦支队支队长，后成为强盛集团安插的黑警。 |                  |
| 令卓   | 陆寒   | 京海市公安局刑侦支队警员（06年~14年） 安欣徒弟，14年在调查高晓晨“二·二八”相关案件时被过山峰杀害。 |                  |
| 宁晓志 | 郭文建 | 京海市公安局常务副局长（06年） |                  |

### 市党政机关
| 演員   | 角色   | 简介（2000年→2006年→2021年） | 粵語配音（RTHK） |
| 鲍大志 | 赵立冬 | 中共京海市委常委，政法委书记（00年）→ 京海市常务副市长（06年）→ 中共京海市委副书记，京海市市长（21年） 00年被发现和徐江有勾连，但大事化小处理；06年和孟德海在莽村问题中对立，为隐瞒自己的劣迹，指使他人杀害李响和谭思言。06年后扶植高启强成为京海市商界翘楚以及政协委员，实质通过其黑恶势力控制了整个京海市的公务系统，为强盛集团充当保护伞。21年被判处死刑。 | 黃志成           |
| 崔志刚 | 龚开疆 | 京海市电信公司副总经理（00年）→ 京海市青华区副区长（06年）→ 京海市政协副主席（21年） 00年经高启盛同学引荐，为高启强兄弟小灵通生意开绿灯；06年在莽村事件中收受大量贿赂；21年成为京海市扫黑除恶斗争的首个调查对象，未等调查即因心脏病猝死。 |                  |
| 叶琪山 | 谭思言 | 京海市市政府研究室科员，06年实名举报赵立冬，并与李响达成合作，最终被高启强集团杀害，投入混凝土搅拌机中毁尸。 |                  |
| 郑家彬 | 王秘书 | 赵立冬秘书，多次代表赵立冬拉拢腐蚀其它官员下水。 |                  |

### 徐江案
| 演員   | 角色              | 简介（仅2000年） | 粵語配音（RTHK） |
| 贾冰   | 徐江              | 京海市企业家，“白金瀚”夜总会老板，实际为黑势力头目，与白江波常年敌对。00年其子徐雷在河滩电鱼时意外身亡，之后一直为此事向高启强等人寻仇，袭击白江波的地下赌场并杀死白江波，绑架唐小虎要挟高启强与唐小龙刺杀陈书婷，最终于同年在枪战中被老默開槍擊斃。 | 譚漢華           |
| 罗二羊 | 白江波            | 京海市下湾地区一黑势力头目，其势力范围经常遭到徐江袭击。00年因徐江之子徐雷于其经营的地下赌场欠钱不还，指使唐氏兄弟殴打徐雷讨债，徐雷却因电鱼意外身亡。后因此事件被司机郭振出卖，最终遭到徐江黑势力埋杀。妻子陈书婷，儿子白晓晨。                     |                  |
| 王沛禄 | 冯大壮 （疯驴子） | 徐江手下马仔，领导着一群小混混。00年时，前去杀害“徐江案”关键证人——白江波司机郭振，後被安欣逮捕。 | 何偉誠           |

### 莽村
| 演員   | 角色            | 简介（仅2006年） | 粵語配音（RTHK） |
| 阿如那 | 李宏伟          | 李有田儿子，和其父一道对抗京海建工集团。得知孟德海支持高启强后，和钟阿四一起绑架孟女孟钰。最终被高启盛以冻鱼打成重伤，在医院抢救后死亡。名言：“你知道莽村的莽字怎么来的吗？” | 黃志成           |
|        | 鐘阿四 （四哥） | 身上帶著一股子狠勁的人，與李宏偉一起綁架孟鈺。 | 黃志明           |
| 王宏   | 李青            | 有精神障碍，其父在工地被老默推下脚手架摔死。被李有田父子怂恿，绑架高启强儿子高晓晨复仇，被警方击毙。                                                                         |                  |

### 省党政机关
| 演員   | 角色   | 简介（仅2021年）       |
| 秦焰   | 何黎明 | 临江省政法委常务副书记 |
| 战菁一 | 方寧   | 临江省纪委监委一室干部 |

### 友情出演
| 演員   | 角色            | 简介（2000年→2006年→2021年）                                                                                     | 粵語配音（RTHK） |
| 岳秀清 |                 | 徐忠的太太。 |                  |
| 赵达   | 过山峰          | 蒋天老乡，听命于赵立冬与蒋天的杀手。先後殺害陸寒、陳書婷和王力。21年劫持黃瑤，後被安欣和高启强制服并被逮捕归案。 |                  |
| 沈丹萍 | 崔姨            | 孟德海妻子，孟钰母亲。                                                                                           | 張惠雯           |
| 舒耀瑄 | 黄严军 （黄老） | 临江省组织部退休干部，孟德海舅舅，徐忠于党校进修时的老师，住进高启强开办的京海市青华区养老院，被高启强利诱。     |                  |
| 宋家騰 | 麻子            | 安欣安排進入疯驴子團夥的臥底，提前出狱后追随疯驴子，協助安欣監視疯驴子的行動。                                   |                  |

### 其他人物
| 演員   | 角色   | 简介（2000年→2006年→2021年） | 粵語配音（RTHK） |
| 曲栅栅 | 程程   | 京海建工集团董事长助理（06年），曾为集团坐过3年牢，受泰叔信任。06年因为莽村问题与高启强在集团中陷入内斗，最终全面落败，本欲离开京海，却被高启强派老默逼迫其投水自尽。 |                  |
| 霍青   | 周志合 | 临江省委常委、政法委书记（21年） |                  |
| 赵龙豪 | 蒋天   | 沙海集团掌门人（14-21年），高启强的死对头，湖南人。原先在香港生活，因得罪香港黑帮而回内地发展，14年到京海投资并意欲与高启强合作，二·二八枪案后，派过山峰杀害正在调查枪案的警官陆寒以作为与高合作成为拍档的筹码，遭高启强婉拒后并再度指使过山峰用车祸杀害其妻子陈书婷，并被愤怒的高启强开枪打瘸右腿，二人因此结仇；21年妻儿被高启强绑架，後為救（贖回）自己的妻兒被迫跳楼自杀。 曾派過山峰先後殺害陸寒、陳書婷、王力。 |                  |
| 边原   | 王力   | 供电局副总工程师 14年在赵立冬的支持下与高启强支持的杨健竞争供电局副局长，被枪击案威慑后辞职回老家力水县隐居；21年向指导组透露部分实情，被过山峰发现后杀害封于水泥桶。 |                  |
|        |        | 趕走老默的老婦。 | 張惠雯           |
|        |        | 曉晨襲警後負責此事的警察。 | 黃志成           |

## 电视原声带
| 曲序 | 曲目               |      | 作曲 | 演唱 |
| ---- | ------------------ | ---- | ---- | ---- |
| 1.   | 藏无可藏（片尾曲） | 张靓 | 任帅 | 那英 |

## 獎項與榮譽
| 年份   | 頒獎典禮                                | 獎項             | 入围者         | 结果 |
| ------ | --------------------------------------- | ---------------- | -------------- | ---- |
| 2023年 | 第3屆環球影視文化傳播高峰論壇暨年度優選 | 年度品質劇集     | 《狂飙》       | 獲獎 |
| 2024年 | 新京报2023年度剧集／演员榜              | 年度影响力剧集   | 《狂飙》       | 獲獎 |
| 2024年 | 第二屆中國電視劇年度盛典                | 年度优秀电视剧   | 《狂飙》       | 獲獎 |
| 2024年 | 第二屆中國電視劇年度盛典                | 年度融合传播大剧 | 《狂飙》       | 獲獎 |
| 2024年 | 第二屆中國電視劇年度盛典                | 年度男演员       | 张颂文         | 獲獎 |
| 2024年 | 第二屆中國電視劇年度盛典                | 年度观众喜爱演员 | 李健           | 獲獎 |
| 2024年 | 第二屆中國電視劇年度盛典                | 年度导演         | 徐纪周         | 獲獎 |
| 2024年 | 第二屆中國電視劇年度盛典                | 年度摄影         | 李奇星、张建辉 | 獲獎 |
| 2024年 | 第34届电视剧飞天奖                      | 优秀电视剧奖     | 《狂飙》       | 獲獎 |
| 2024年 | 第34届电视剧飞天奖                      | 优秀导演奖       | 徐纪周         | 提名 |
| 2024年 | 第32届中国电视金鹰奖                    | 优秀电视剧       | 《狂飙》       | 獲獎 |
| 2024年 | 第32届中国电视金鹰奖                    | 最佳女配角       | 高叶           | 獲獎 |
| 2024年 | 第32届中国电视金鹰奖                    | 最佳电视剧       | 《狂飙》       | 提名 |
| 2024年 | 第32届中国电视金鹰奖                    | 最佳电视剧导演   | 徐纪周         | 提名 |

## 轶事

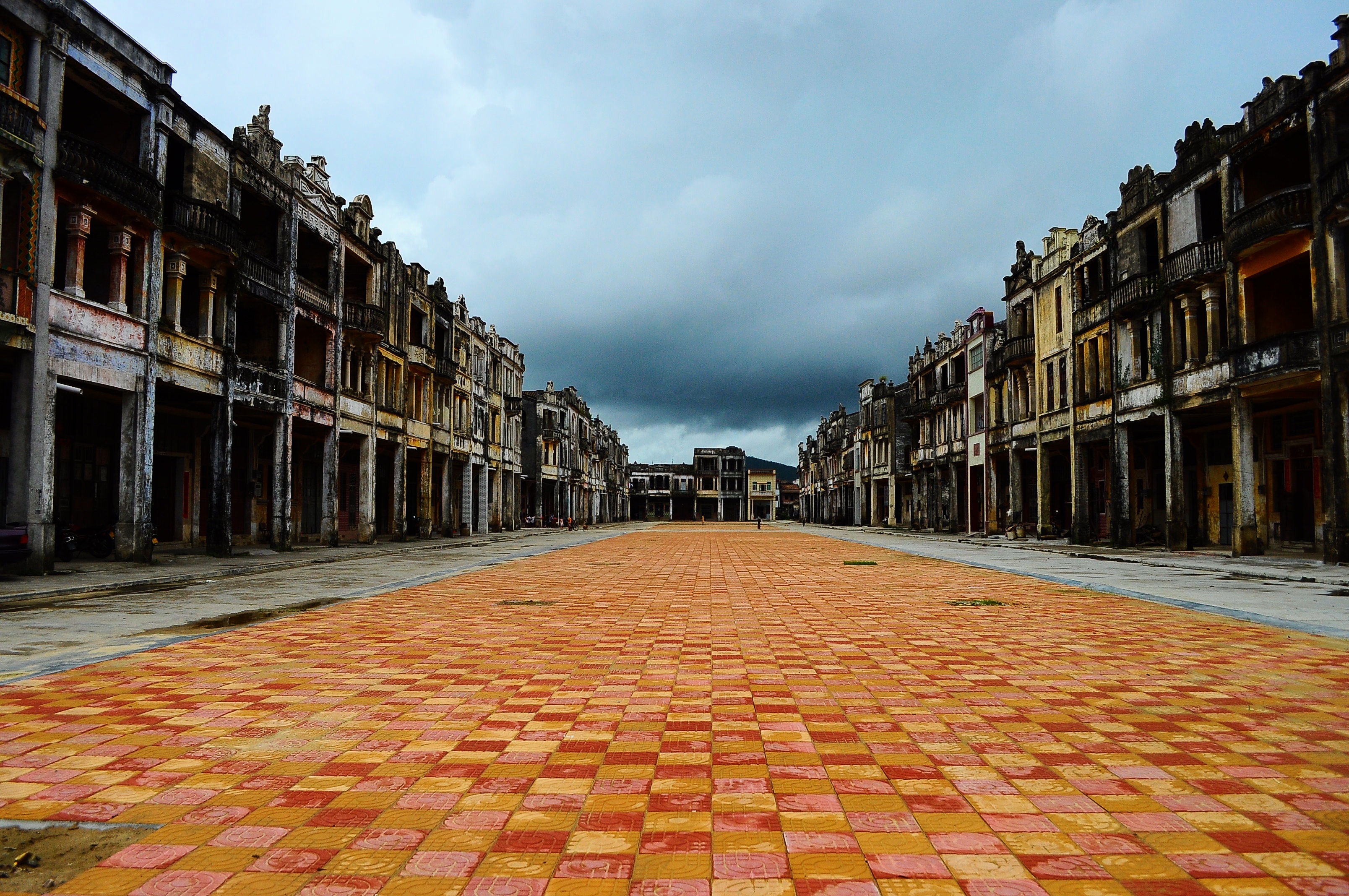
电视剧取景地之一台山梅家大院

- 本剧导演徐纪周表示剧名《狂飙》取自毛泽东所作词《蝶恋花·从汀州向长沙》中的一句“狂飙为我从天落”。[9]
- 该剧中出现的虚构机构“强盛集团”，在现实中有与其同名的“山东强盛集团有限公司”，法定代表人是孙红雷，与同名演员重名，因而引发关注。而孙红雷也是在菜市场卖鱼为生，其高度相似的经历也引发网民热议。[12]
- 本剧导演徐纪周表示剧中的“高启强”综合自多个原型人物：黑龙江李氏三兄弟案、辽宁徐长元案、广东曾仕权案。但许多网友也从影视作品中看出来了刘汉的影子。[13]
- 该剧中高启强捧在手中的《孙子兵法》成为电商平台的热销图书，而“大嫂同款色号”“大嫂同款卷发棒”“陈书婷口红”等关键词也成为电商平台上的搜索热词。同时本剧的取景地广东江门也成为了热门旅游目的地，摄制期间张颂文发布了近30条与江门相关微博，介绍当地的街容市貌、衣食住行和人文风情。[14]
- 本剧剧本由爱奇艺改编成书稿，于2022年被青岛出版社制作为同名书籍《狂飙》，为防止剧透，在电视剧完结的2023年2月2日才出版。出版不到一周预售量加报订量已超10万册。[15]
- 在第28届上海电视节白玉兰奖中，被外界视为视帝热门的张颂文意外未获得提名，引发网友热议[16]。根据《南方都市报》消息，《狂飙》片方未报名“高启强”角色进入参选[17]。

## 收视率
根据中国视听大数据资料，《狂飙》单集最高收视率2.20%，单集最高收视份额10.69%，全剧平均收视率1.54%，位居全上星频道晚间时段电视剧类节目第一，同时也是央视八套近九年以来的收视第一电视剧，单日全端播放量首次突破3亿。在2023年度央视黄金时段收官电视剧单频道收视率排行榜中，《狂飙》位居第三。

## 译名
该剧的英文译名为，葡萄牙语、泰语等直接使用英文译名，日文译名为（罗马字：nokkuauto，来自英语Knockout），为格斗术语「擊倒」之意。

## 争议
- 2023年2月，有网友质疑由北京后浪大潮文化传媒有限公司制作的《狂飙》片头抄袭Netflix2020年纪录片《无辜档案（英语：The Innocence Files）》。[22][23]3月，《狂飙》更改片头。[24]
- 2023年2月11日，《狂飙》官方微博发布声明，正对与涉毒演员韩朴俊相关的片段进行修改删除。该演员在剧里饰演废品站老板“钟阿四”，剧情中曾和李宏伟一同绑架孟钰。演员本人曾于2009年因吸毒被拘留。[25]2月13日，钟阿四镜头被全部删除，仅通过李宏伟的台词交代其人。[26]
- 《狂飙》爆火，有网友质疑主演张译与剧组关系不和，不参与宣发，微博不互动。2月3日，《狂飙》剧组官方微博发布声明，称纯属造谣，要求部分网友停止发布不实信息，保留通过法律途径维护合法权益的权利。而在2023年3月，香港TVB发布的《狂飆》海報中，張頌文被移到C位，取代張譯位置，演員名單中也将張譯删除。这一行为也再一次引发网民的讨论。[27]
- 剧集的走红令拍摄地也随之受到关注。有商贩借机在《狂飙》的老街取景地挂布条及竖牌，向游客征收费用。四九市场辖区市场监管所工作人员回应称，市场与城管部门已制止收费行为，并表示该行为是摊主的私人行为[28]。